# À tous ceux qui ne me lisent pas
Pour plus de détails, voir Fiche technique et Distribution.
À tous ceux qui ne me lisent pas est un film dramatique québécois réalisé par Yan Giroux et scénarisé par Guillaume Corbeil et Yan Giroux, sorti en 2018.

## Synopsis
À tous ceux qui ne me lisent pas est un film qui s'inspire de la vie du poète Yves Boisvert et plus particulièrement de la genèse, au quotidien, de son œuvre la plus marquante, Les Chaouins (1997).

## Fiche technique
- Titre : À tous ceux qui ne me lisent pas
- Réalisation : Yan Giroux
- Scénario : Guillaume Corbeil et Yan Giroux
- Montage : Elric Robichon
- Photographie : Ian Lagarde
- Musique : Jocelyn Tellier
- Producteurs : Élaine Hébert, Luc Déry et Kim McCraw
- Production : Micro scope
- Distribution : Les Films Christal
- Pays d'origine :  Canada
- Genre : Drame
- Langues : français
- Durée : 107 minutes
- Date de sortie :
  - Canada : 23 novembre 2018

## Distribution
- Martin Dubreuil : Yves Boisvert
- Céline Bonnier : Dyane
- Henri Picard : Marc
- Jacques L'Heureux : Jacques
- Marie-Ève Perron : Maryse
- Martin Larocque : Marcel
- Lily Thibeault : Ariane
- Stéphane Crête : Claude